# Сагрон-Міс
Сагрон-Міс, Саґрон-Міс (італ. Sagron Mis) — муніципалітет в Італії, у регіоні Трентіно-Альто-Адідже,  провінція Тренто.
Сагрон-Міс розташований на відстані близько 480 км на північ від Рима, 70 км на схід від Тренто.
Населення — 189 осіб (2014).
Покровитель — Madonna di Loreto.

## Демографія
Населення за роками:

Станом на 1 січня 2023 року в муніципалітеті офіційно проживали 2 іноземці (громадяни України).

## Сусідні муніципалітети
- Чезіомаджоре
- Гозальдо
- Примієро-Сан-Мартіно-ді-Кастроцца